# مقطع (بيت)
في الشعر الفارسي والأتراكي والأردي، المقطع هو آخر بيت في القصيدة. يستخدم التخلص (أي الاسم القلمي للشاعر) في هذا البيت. والبيت الأول في القصيدة هو معروف باسم "مطلع". 